# Viaduc de Moret-sur-Loing
Das Viaduc de Moret-sur-Loing überbrückt den Loing, den Canal du Loing, die Orvanne und die Route départementale D 218 im Zuge der ehemaligen N5 und heutigen D 606, der südlichen Ortsumgehung von Moret-sur-Loing im Département Seine-et-Marne in der Region Île-de-France östlich von Paris.
Es steht ca. 750 m südlich des Ortskerns mit der alten Brücke über den Loing und nahe der Aquäduktbrücke über den Loing mit dem parallel verlaufenden Aqueduc de la Vanne.
Das 400 m lange und 14 m breite Viadukt hat zwei Fahrspuren mit beidseitigen Pannenstreifen und, durch Leitplanken getrennt, zwei sehr schmale Gehwege.
Das von Nicolas Esquillan entworfene und von den Entreprises Boussiron in den Jahren 1956 und 1957 erstellte Bauwerk ist eine vierstegige Spannbeton-Plattenbalkenbrücke, die von Jochen getragen wird, die aus einer Jochschwelle, zwei V-förmigen Ständern und einer Jochtraverse bestehen. Sie hat 18 Öffnungen à 15 m und, über den Loing und den Kanal, zwei Öffnungen à 25 m und zwei à 34 m. Die Stege haben überall die gleiche Höhe von 1,50 m. Die V-förmigen Ständer dienen dazu, die Lasten auf den jeweils zwei Pfählen im Untergrund zu konzentrieren. Aus architektonischen Gründen haben sie trotz unterschiedlicher Höhe eine unveränderte Neigung.
Sie war eine der ersten Brücken, bei denen so weit wie möglich alle Teile neben der Brücke als Fertigteile hergestellt wurden. Das gilt insbesondere für die 88 Betonträger, aber auch für die V-förmigen Joche, die nahe an ihrem Einbauort flach liegend betoniert und anschließend mit einem Kran an ihren Platz gehoben wurden. Die Träger wurden im Freivorbau mit Hilfe einer Bailey-Brücke eingebaut, die als Vorläufer der späteren Vorbaugerüste diente. Aufgrund dieser Serienfertigung wurde die Brücke schon in 13 Monaten anstatt der vertraglich vorgesehenen 18 Monaten fertiggestellt.